# Taj Pul
Taj Pul is een census town in het district Zuid-Delhi van het Indiase unieterritorium Delhi.

## Demografie
Volgens de Indiase volkstelling van 2001 wonen er 58.220 mensen in Taj Pul, waarvan 56% mannelijk en 44% vrouwelijk is. De plaats heeft een alfabetiseringsgraad van 69%.